# Паль Вархіді
Паль Вархіді (угор. Várhidi Pál, при народженні Паль Вінковіч угор. Vinkovics Pál, 6 листопада 1931, Будапешт — 12 листопада 2015, Будапешт) — угорський футболіст, що грав на позиції захисника, зокрема за клуб «Уйпешт», а також національну збірну Угорщини. По завершенні ігрової кар'єри — тренер.
Більша частина футбольної кар'єри пов'язана з будапештським клубом «Уйпешт», у якому він виступав як гравець, а після закінчення виступів на футбольних полях кілька років був тренером цього клубу. Виступав також за національну збірну Угорщини, у складі якої був србібним призером чемпіонату світу, а в складі олімпійської збірної був бронзовим призером Олімпійських іграх 1960 року.

## Клубна кар'єра
Паль Вархіді (справжнє ім'я Паль Вінковіч) народився 1931 року в будапештському районі Уйпешт.
Спочатку грав за юнацькі команди «Уйпешті Тореквеш» і «Вольфнер», а з 1949 року розпочав виступи в команді найвищого угорського дивізіону «Уйпешт». У складі команди виступав безперервно протягом 17 років, зігравши за цей час 289 матчів у першості Угорщини. У складі команди Вархіді став переможцем першості країни 1959—1960 років. У 1965 році завершив кар'єру гравця.

## Виступи за збірну
У 1954 році Паля Вархіді уперше запросили до складу національної збірної Угорщини, яка готувалась до чемпіонату світу 1954 року у Швейцарії, утім на самому чемпіонаті, на якому в фіналі «Золота команда» неочікувано поступилась збірній ФРН, Вархіді був у запасі команди, не зігравши жодного матчу. Дебютував у складі збірної 19 вересня 1954 року в матчі зі збірною Румунії. У складі національної збірної виступав до 1957 року, зігравши у її складі 10 матчів.
У складі олімпійської збірної Угощини Паль Вархіді брав участь у футбольному турнірі на Олімпійських ігор 1960 року у Римі, на якому команда здобула бронзові нагороди.

## Кар'єра тренера
Паль Вархіді розпочав тренерську кар'єру невдовзі по завершенні кар'єри гравця, 1966 року, очоливши тренерський штаб клубу «Вац», у якому працював протягом року. У 1968—1969 роках Вархіді очолював будапештський клуб «Будапешті ЕАК». У 1970 році він перейшов на роботу до молодіжного складу своєї колишньої команди «Уйпешт», а з 1974 року став головним тренером її основного складу. За час роботи в команді Вархіді привів «Уйпешт» до перемоги у 4 чемпіонатах країни, Кубку Угорщини 1974—1975 років, виводив команду до півфіналу Кубка Європейських чемпіонів. У 1980 році залишив «Уйпешт», після чого працював головним тренером клубів «Год» та «Елеттромос», закінчив тренерську кар'єру в 1995 році.
Помер Паль Вархіді 12 листопада 2015 року на 85-му році життя у Будапешті.

## Особисте життя
Сином Паля Вархіді є Петер Вархіді, який, як і батько, грав у складі «Уйпешта», а пізніше був головним тренером цього клубу, а також національної збірної Угорщини.

## Титули і досягнення

### Як гравця
- Чемпіон Європи (U-18): 1953
- Віце-чемпіон світу: 1954
- Бронзовий олімпійський медаліст: 1960
- Чемпіон Угорщини (1):

«Уйпешт»: 1959—1960

### Як тренера
- Чемпіон Угорщини (4):

«Уйпешт»: 1973—1974, 1974—1975, 1977—1978, 1978—1979
- Володар Кубка Угорщини (1):

«Уйпешт»: 1974—1975